# Voskhod (motocicletas)

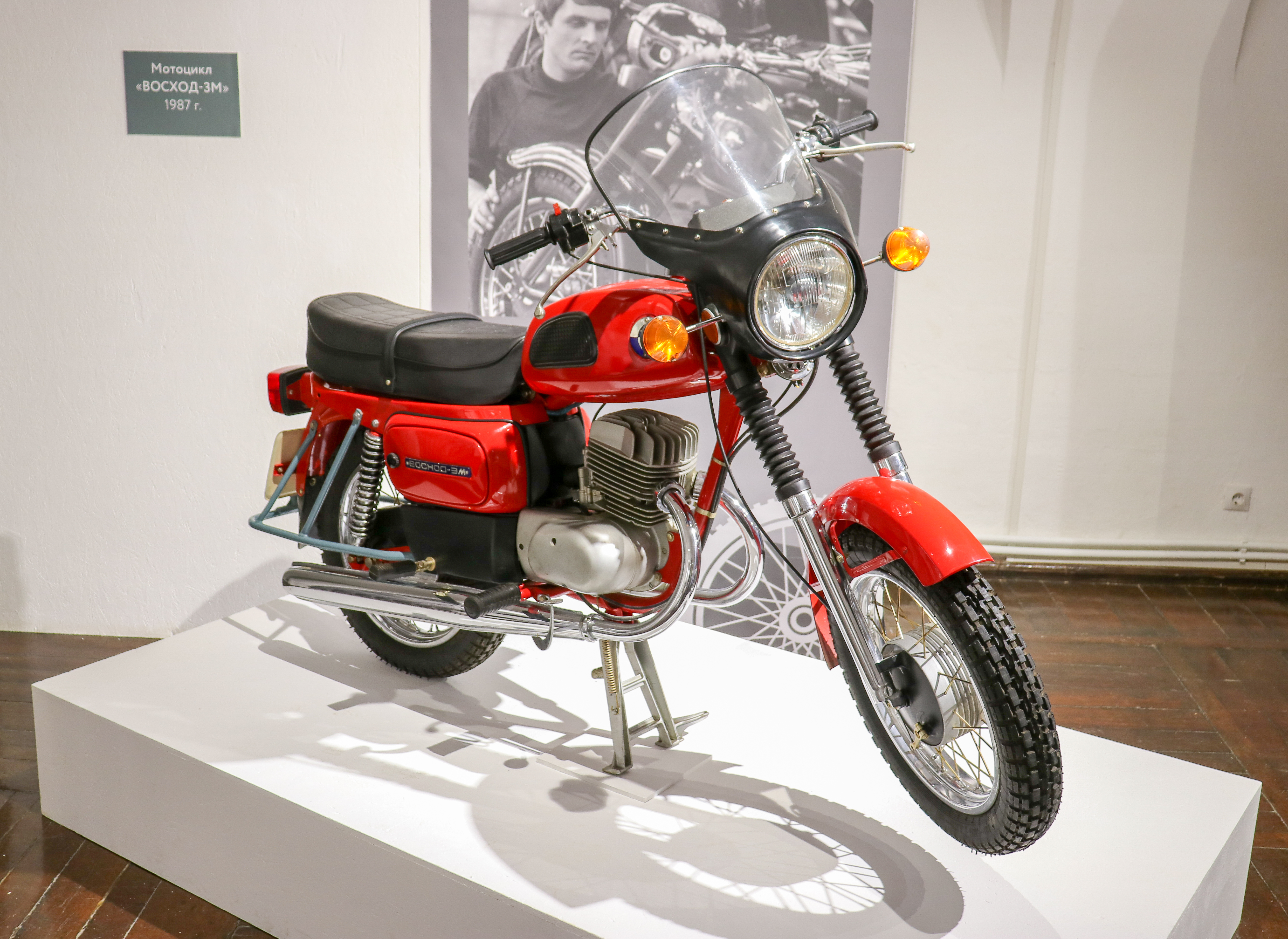
Voskhod 3M

Voskhod (en ruso: Восхо́д, amanecer) es el nombre de varios tipos de motocicletas producidas en la planta Degtiariov, en la ciudad rusa de Kovrov, desde 1965.
Todas las motocicletas Voskhod contaban con un motor de dos tiempos monocilíndrico con una cilindrada de 175 cc.
Entre 1973 y 1979, la Voskhod fue una de las marcas comercializadas por SATRA en el Reino Unido como motocicletas Cossack.
La Voskhod se presentó en 1957. Para muchos era un modelo de lujo de la Minsk K-55 de 125 cc. En 1964, la Voskhod se fabricó en versión de carrera.

## En la cultura popular
En la novela de Ken Follett, El umbral de la eternidad, esta es la motocicleta del personaje Dmitri Dvorkijn (Dimka). Al principio del libro, Dmitri la conduce mientras salva a su hermana Tanja en 1961. La Voskhod se presenta aquí como una motocicleta para los privilegiados.